# It's about time (álbum de Christina Milian)
It’s About Time es el segundo álbum de estudio de la cantautora Christina Milian, el álbum fue lanzado en estados Unidos el 13 de julio de 2004. En este álbum, se nota más la madurez de Milian en comparación de sus días con AM to PM. Este viene con una mezcla de baladas y canciones rítmicas. Sin embargo era muy difícil saber en cual género calificar el álbum (R&B o Pop). El álbum debutó en el puesto #14 en la lista Billboard 200 vendiendo 36.000 copias en su primera semana. Las ventas del álbum fueron deslucidas. En el 2.005 “It’s About Time” fue nominado a un Grammy como Mejor Álbum de R&B Contemporáneo. El álbum recibió plata (por 60.000 copias vendidas) el 15 de octubre en Reino Unido.

## Lista De Pistas.

### Versión Americana-Europea
1. "Intro"	1:06
2. "Dip It Low" (junto a Fabolous)	3:39
3. "I Need More"	3:17
4. "Whatever U Want" (junto a Joe Budden)	3:49
5. "Someday One Day"	4:32
6. "Highway"	3:33
7. "I'm Sorry"	3:44
8. "Get Loose"	3:37
9. "L.O.V.E" (junto a Joe Budden)	4:21
10. "Peanut Butter & Jelly"	3:46
11. "Miss You Like Crazy"	4:49
12. "Oh Daddy"	3:55
13. "I Can Be That Woman" (Bonus Track Internacional)	5:46
14. "Hands On Me" (Bonus Track En Reino Unido)	3:06

### Versión Japonesa
1. "Dip It Low"	3:39
2. "L.O.V.E."	3:45
3. "Down For You"	3:39
4. "Someday, One Day"	4:31
5. "Highway"	3:33
6. "I Can Be That Woman"	5:46
7. "Peanut Butter & Jelly"	3:46
8. "Hands On Me"	3:06
9. "7 Days"	4:17
10. "Oh Daddy"	3:55
11. "Miss You Like Crazy"	4:49
12. "Dip It Low" [Remix] (junto a S-Word)	3:55
13. "Dip It Low" [Full Intención Dub]	5:46
14. "You Snooze, You Lose" (Bonus track)	3:06

## Personal
- Walter Hardy – Guitarra
- Henrik Jonback - Guitarra
- Frayne Lewis - Bajo
- Jason Perry - Teclado
- Tony Reyes - Guitarra
- Stereo – Teclado

## Producción
- Productoras Ejecutivas: Carmen Milian, Christina Milian
- Productores: Paul Poli, Rodney Jerkins, Bloodshy & Avant, Bradley & Stereo, Cory Rooney, Warryn Campbell, Fontez Camp, Jasper Da Ftaso, Ez Tommy
- Productores Vocales: Sandy Garrett, Kaleena Harper, Christina Milian, Aleese Simmons
- Asistentes Vocales: Fontez Camp, Sherrie Ford, Sandy Garrett, Kaleena Harper, Felisa Mirasol, Andrea Simmons
- Ingenieros: Ian Boxill, Paul Foley, Melvin Jackson, Carlton Lynn, Colin Miller, Peter Wade Keusch
- Asistentes De Ingeniería: Paul Hollman, Bruce Muechner, Sam Thomas
- Mezcladores: Danny Chaung, Hector Diaz, Niklas Flyckt, Stephen George, Tim Gerron, Anthony Kilhoffer, Manny Marroquin, Tony Maserati, Larry Phillibaum, Kevin Thomas, Peter Wade Keusch
- Director Creativo: Rick Patrick
- A&R: Hector "Rick Boogie" Aviles, Billy Clark, Simon Collins, Jeff Fenster, Jahaun Johnson
- Diseñador: Andy West
- Dirección Artística: Shanna Busman, Andy West
- Fotografía: Spike Mafford, Ryan McVay

## Rendimiento en listas de éxitos
2004	Billboard 200 Albums	14
2004	UK Album Charts	21
- Datos: Q5923059